# Ingegnere

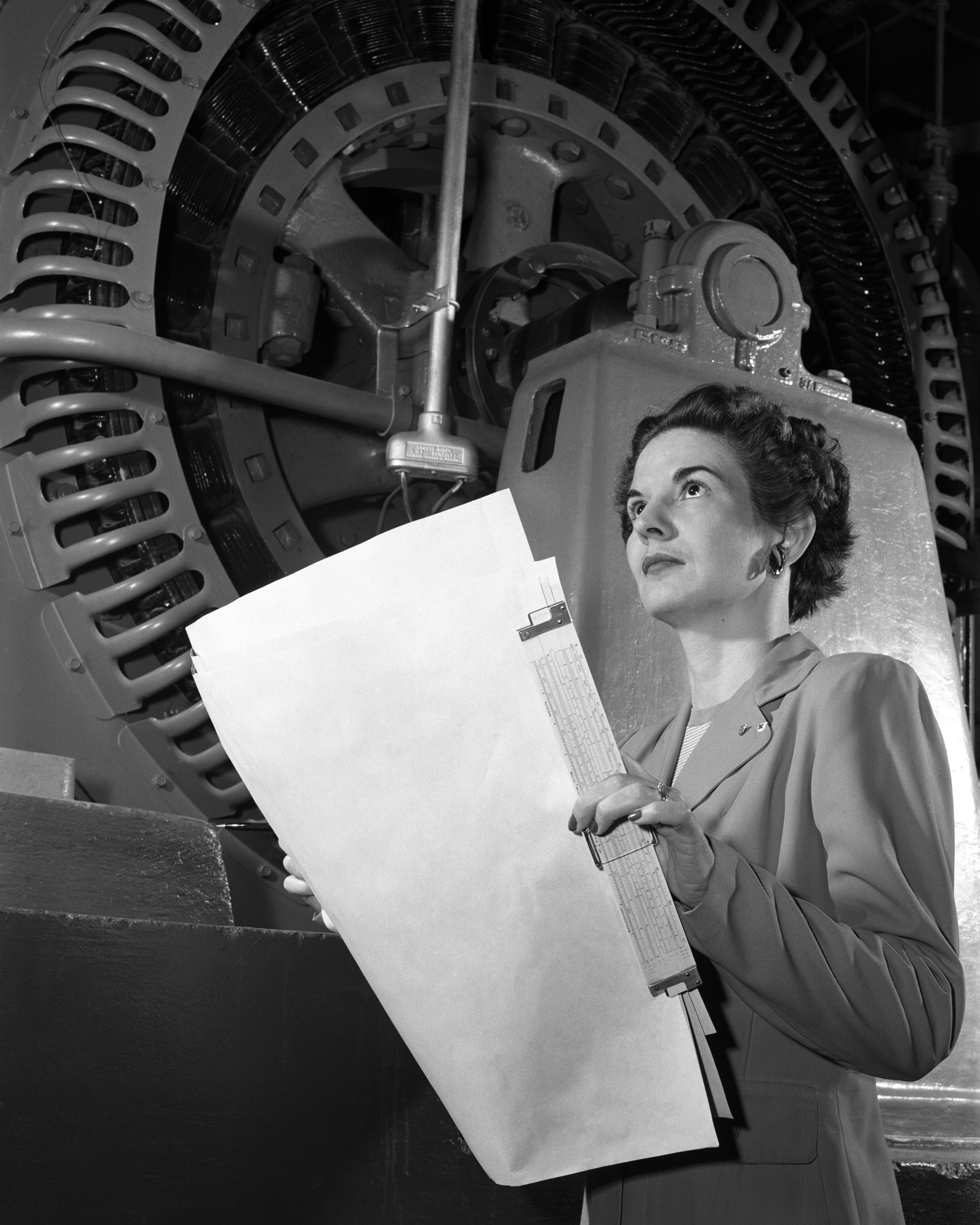
Kitty Joyner, ingegnere elettrotecnica al Langley Research Center (1952).

L'ingegnere (abbreviato ing.) è un professionista che fa uso di conoscenze di matematica, fisica, chimica e di altre discipline collegate per applicarle a procedimenti tecnici finalizzati alla progettazione, realizzazione e gestione di dispositivi, macchine, strutture, impianti e sistemi.
La professione dell'ingegnere è talvolta regolamentata, ovvero agli ingegneri può essere richiesto di ottenere certe addizionali qualifiche oltre alla laurea in ingegneria. Questo succede, per esempio in Italia e negli Stati Uniti (dove è richiesta l'abilitazione) e in Québec. In altri paesi, tra i quali Francia, Germania e Regno Unito, la professione è invece libera.

## Storia
Il termine ingegnere risale all'alto medioevo e ha la sua etimologia nel latino ingenium, con il suo significato di congegno e capacità mentale. Un illustre esempio di ingegnere e architetto fu Leonardo da Vinci che si formò nelle botteghe d'arte fino a diventare oggi materia di studio per gli enormi enigmi scientifici posti, e risolti da lui stesso, attraverso grandi opere che hanno dato spunti significativi al processo di avanzamento tecnologico dell'uomo.
Gli inzigneri del XIII secolo erano per la maggior parte carpentieri, capomastri, capicantiere, tagliatori di pietre, artigiani dotati in buona misura di capacità di approntare apparecchiature di trasporto e sollevamento e con capacità di tracciare e disegnare. Anche in lingua inglese il termine engineer deriva dal latino ingenium, allo stesso modo della parola engine che significa motore, mentre in francese si usa il termine genie militaire, civil con un'accezione di ingegneria più attuale.

## Nel mondo

### Italia

#### Il titolo accademico
Con la modifica dell'ordinamento relativo al percorso di studi sulla scorta di quanto introdotto dal Decreto 3 novembre 1999, n.509 (MIUR), la qualifica accademica di dottore magistrale in ingegneria spetta a coloro che hanno conseguito la laurea specialistica (come recita l'art. 13, comma 7 del Decreto 22 ottobre 2004, n. 270 - MIUR) o la laurea prima della riforma; ai possessori di Diploma universitario (introdotto con la Legge 19 novembre 1990, n. 341) in ingegneria (titolo di durata triennale) spetta il titolo di dottore, poiché i titoli sono equipollenti alle lauree di cui all'articolo 3, comma 1, lettera a), del regolamento di cui al decreto del Ministro dell'Università e della Ricerca Scientifica e Tecnologica 3 novembre 1999, n. 509 (come previsto dall'art. 17, comma 1 della Legge 30 dicembre 2010, n. 240 - Norme in materia di organizzazione delle università, di personale accademico e reclutamento, nonché delega al Governo per incentivare la qualità e l'efficienza del sistema universitario).
Per coloro che sono in possesso di laurea magistrale o laurea specialistica, o per i laureati del precedente ordinamento (che prevedeva una durata quinquennale) spetta il titolo di dottore magistrale in ingegneria. Ciò è stato confermato anche da parte della Corte di cassazione (fare riferimento alla voce dottore per ulteriori informazioni). Con l'attuale ordinamento degli studi, che ha creato la nuova figura professionale dell'ingegnere, è scaturita una riorganizzazione dei programmi didattici. In particolare l'esigenza di fornire una preparazione adeguata in un tempo idoneo ha fatto sì che molti esami si addensassero e si riducessero gli argomenti supplementari, rimandando al biennio di laurea specialistica lo studio delle materie non affrontate.

#### La professione
Ai sensi del Decreto del presidente della Repubblica 328/2001, capo IX, coloro i quali vogliono esercitare la professione di Ingegnere, ossia firmare e timbrare quei documenti (progetti, collaudi, ecc.) specificatamente richiesti da qualche norma di legge, devono essere iscritti al relativo albo che è suddiviso in due sezioni: A e B; e in tre settori: civile e ambientale, industriale e dell'informazione. La sezione A è riservata, una volta superato il relativo esame di abilitazione, ai dottori magistrali in ingegneria, ovvero a coloro che sono in possesso di una laurea specialistica/magistrale (oppure laurea secondo il vecchio ordinamento), mentre la sezione B è riservata, una volta superato il relativo Esame di Stato, ai dottori in ingegneria, ovvero a coloro che sono in possesso di una laurea in ingegneria o equivalente del nuovo ordinamento.
Agli iscritti alla sezione A, spetta il titolo professionale di ingegnere civile e ambientale, ingegnere industriale o ingegnere dell'informazione a seconda del settore di appartenenza. Agli iscritti alla sezione B, spetta il titolo professionale di ingegnere civile e ambientale iunior, ingegnere industriale iunior o ingegnere dell'informazione iunior a seconda del settore di appartenenza.
Tuttavia, il termine iunior è stato indicato come sbagliato ed inappropriato dalla sentenza del consiglio di stato n.1473/2009 a pag.18 e 19.
Inoltre, le sentenze del Consiglio di Stato n. 1473/2009 e 686/2012 hanno chiarito che la suddivisione nei settori civile, industriale e dell'informazione, operata dal DPR 328/2001, sia per gli ingegneri con laurea che per gli ingegneri con laurea magistrale, ha unicamente lo scopo di definire una specializzazione prevalente e non quello di limitare l'esercizio della professione all'interno del settore di specializzazione/prevalenza per gli ingegneri abilitati post DPR 328/2001.
La novità derivante dal Quadro Nazionale delle Qualifiche 2018, QNQ, allegato 1 tabella A livello 6 è che, per i laureati iscritti alla sezione B dell'albo degli ingegneri, decadono le restrizioni previste dal DPR 328/2001 che disponeva che questi ultimi potessero occuparsi della progettazione autonoma ma solo ed esclusivamente in relazione ad opere semplici con metodo standardizzato, autorizzando ad effettuare la progettazione in autonomia di opere complesse e con metodo innovativo.
L'utilizzo improprio del titolo di Ingegnere è un illecito amministrativo, l'esercizio abusivo della professione di Ingegnere è un reato. Chi ha conseguito la qualifica di Ingegnere all'estero può ottenere l'abilitazione anche in Italia sottoponendo la richiesta al Ministero di Giustizia evidenziando i propri titoli ed esperienze e superando le verifiche previste.